# دهستان قره‌سو (خوی)
دهستان قره‌سو نام دهستانی در بخش مرکزی شهرستان خوی، استان آذربایجان غربی در ایران است. 
براساس سرشماری مرکز آمار ایران در سال ۱۳۹۵، جمعیت این دهستان برابر با ۱۰٬۲۷۱ نفر (۲٬۸۹۱ خانوار) بوده‌است. 